# Madrid Challenge by La Vuelta 2015
La edición inaugural de la Madrid Challenge by La Vuelta se celebró entre el 13 de septiembre de 2015 como preámbulo a la última etapa de la Vuelta a España 2015 con 15 giros a un circuito urbano de 5,8 km en la ciudad de Madrid con una distancia total recorrida de 87 km. Al igual que La Course destacó por la cuantía de sus premios - los mismos que en una etapa de La Vuelta- y a pesar de retransmitirse en directo fue criticada por los medios especializados debido a la poca promoción y difusión de la carrera.
La carrera hizo parte del calendario internacional femenino de la UCI para el 2015 como competencia de categoría 1.1 y fue ganada por la ciclista estadounidense Shelley Olds del equipo Alé Cipollini. El podio lo completaron la ciclista italiana Giorgia Bronzini del equipo Wiggle Honda y la ciclista neerlandesa Kirsten Wild del equipo Hitec Products.

## Equipos
Tomaron parte en la carrera un total de 14 equipos invitados por la organización de los cuales 13 correspondieron a equipos de profesionales femeninos y la selección nacional de España.
| Equipos femeninos (13)- Alé Cipollini - BePink LaClassica - Bizkaia-Durango - BTC City Ljubljana - BZK Emakumeen Bira - Itau Shimano Ladies Power - Lointek - Lotto Soudal Ladies - Poitou-Charentes.Futuroscope.86 - Hitec Products - Liv-Plantur - Topsport Vlaanderen-Pro-Duo - Wiggle Honda Equipos nacionales (2)- España - Portugal |
| |

## Clasificaciones finales
Las clasificaciones finalizaron de la siguiente forma:

### Clasificación general
| \| Clasificación general \| Clasificación general \| Clasificación general \| Clasificación general \| Clasificación general \| \| Ciclista \| Ciclista \| Equipo \| Tiempo \| \| \| --------------------- \| --------------------- \| ------------------------------- \| --------------------- \| --------------------- \| \| 1.ª \| Shelley Olds \| Alé Cipollini \| 2 h 06 min 21 s \| \| \| 2.ª \| Giorgia Bronzini \| Wiggle Honda \| + 0 s \| \| \| 3.ª \| Kirsten Wild \| Hitec Products \| + 0 s \| \| \| 4.ª \| Roxane Fournier \| Poitou-Charentes.Futuroscope.86 \| + 0 s \| \| \| 5.ª \| Lucy Garner \| Liv-Plantur \| + 0 s \| \| \| 6.ª \| Eugenia Bujak \| BTC City Ljubljana \| + 0 s \| \| \| 7.ª \| Elena Cecchini \| Lotto Soudal Ladies \| + 0 s \| \| \| 8.ª \| Kelly Druyts \| Topsport Vlaanderen-Pro-Duo \| + 0 s \| \| \| 9.ª \| Arianna Fidanza \| Alé Cipollini \| + 0 s \| \| \| 10.ª \| Sheyla Gutiérrez \| Lointek \| + 0 s \| \| |                  |                                 |                 |
| |                  |                                 |                 |
| |                  |                                 |                 |
| Clasificación general |                  |                                 |                 |
| Ciclista | Ciclista         | Equipo                          | Tiempo          |
| 1.ª | Shelley Olds     | Alé Cipollini                   | 2 h 06 min 21 s |
| 2.ª | Giorgia Bronzini | Wiggle Honda                    | + 0 s           |
| 3.ª | Kirsten Wild     | Hitec Products                  | + 0 s           |
| 4.ª | Roxane Fournier  | Poitou-Charentes.Futuroscope.86 | + 0 s           |
| 5.ª | Lucy Garner      | Liv-Plantur                     | + 0 s           |
| 6.ª | Eugenia Bujak    | BTC City Ljubljana              | + 0 s           |
| 7.ª | Elena Cecchini   | Lotto Soudal Ladies             | + 0 s           |
| 8.ª | Kelly Druyts     | Topsport Vlaanderen-Pro-Duo     | + 0 s           |
| 9.ª | Arianna Fidanza  | Alé Cipollini                   | + 0 s           |
| 10.ª | Sheyla Gutiérrez | Lointek                         | + 0 s           |

## Calendario UCI Femenino
La Madrid Challenge by La Vuelta otorga puntos para el calendario internacional de la UCI femenino 2015 (Carreras Clase 1). Las siguientes tablas muestran el baremo de puntuación y las 10 corredoras que obtuvieron más puntos:
| Posición   | 1.ª | 2.ª | 3.ª | 4.ª | 5.ª | 6.ª | 7.ª | 8.ª | 9.ª | 10.ª | 11.ª | 12.ª | 13.ª | 14.ª | 15.ª | 16.ª | 17.ª | 18.ª |
| Puntuación | 80  | 60  | 45  | 35  | 30  | 25  | 21  | 18  | 15  | 12   | 10   | 8    | 6    | 5    | 4    | 3    | 2    | 1    |

| 1.ª  | Shelley Olds     | Alé Cipollini                   | 80 |
| 2.ª  | Giorgia Bronzini | Wiggle Honda                    | 60 |
| 3.ª  | Kirsten Wild     | Hitec Products                  | 45 |
| 4.ª  | Roxane Fournier  | Poitou-Charentes.Futuroscope.86 | 35 |
| 5.ª  | Lucy Garner      | Liv-Plantur                     | 30 |
| 6.ª  | Eugenia Bujak    | BTC City Ljubljana              | 25 |
| 7.ª  | Elena Cecchini   | Lotto Soudal Ladies             | 21 |
| 8.ª  | Kelly Druyts     | Topsport Vlaanderen-Pro-Duo     | 18 |
| 9.ª  | Arianna Fidanza  | Alé Cipollini                   | 15 |
| 10.ª | Sheyla Gutiérrez | Lointek                         | 12 |